# Віллем Рубрук
Віллем Рубрук, Гійом де Рубрук або Вільгельм де Рубрук (нід. Willem van Rubroeck; лат. Gulielmus de Rubruquis, фр. Guillaume de Rubrouck, букв. «Гійом з Рубрука», між 1215—1220, Рюбрук, тепер Франція — 1270) — фламандський монах чину францисканців. Після Джованні Да Плано Карпіні один з перших європейців вивчав та описав культуру Монгольської імперії. Залишив цінні відомості про Русь, а також про життя фіно-угорських племен, які населяли територію європейської частини сучасної Росії в межиріччі Дону та Оки і Волги (так звані Ростово-Суздальські землі) — меря, мурома, мещера, весь, чудь і ін., що входили до складу Золотої Орди і надалі стали основою Московського князівства в його складі. У 1253—1255 роках за дорученням французького короля Луї IX здійснив подорож до монголів у Каракорум через Крим та країни Азії. Автор книги «Звіт брата Вільгельма Рубрука про його поїздку на схід в роках 1253 до 1255».

## Молоді роки
Фламандець Рубрук вступив ще молодим до ордену францисканців, власне до його відгалуження міноритів. Вчився у Парижі. Супроводжував Луї IX до Святої землі. Після невдалого Сьомого хрестового походу до Єгипту залишався чотири роки в місті Акконі. В той час Луї IX повернувся з полону й прийняв своїх послів на чолі з Андре де Лонжюмо. Їхня місія до монголів, що пролягала через Персію та Середню Азію завершилась безрезультатно. Однак Луї IX та папа Іннокентій IV не втрачали надії отримати союзників для наступних хрестових походів проти ісламу та для можливих гарантій держав хрестоносців.

## Подорож

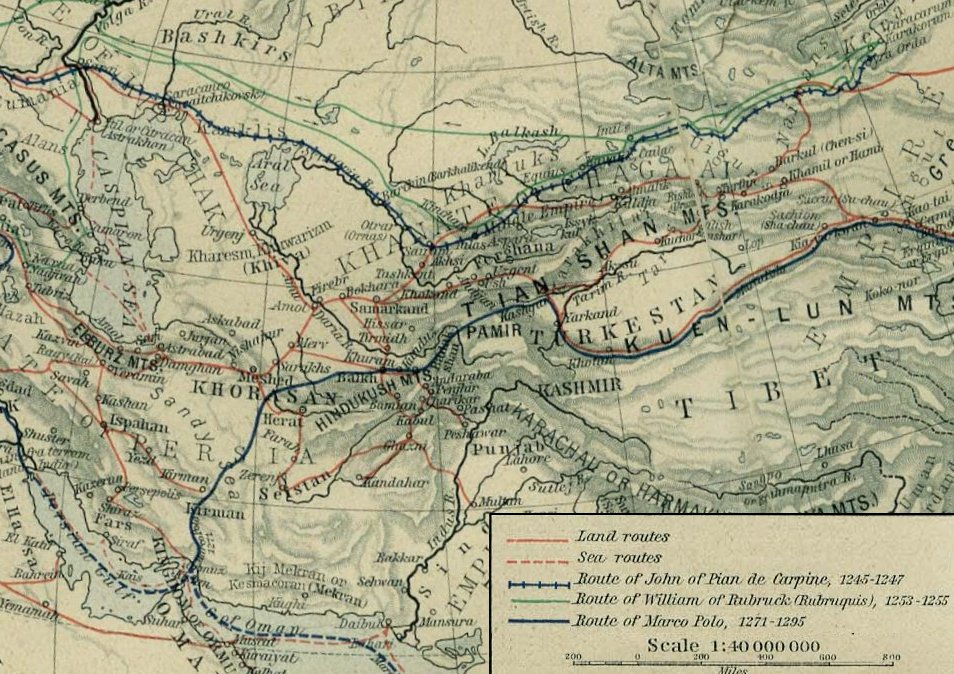
Схема подорожі Вільгельма Рубрука

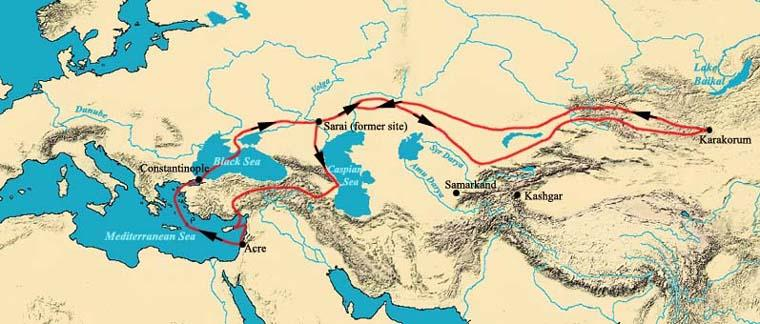

Гійом де Рубрук супроводжував Людовика Французького під час Сьомого хрестового походу, що закінчився вкрай невдало. Коли його викупили з полону, Людовик ще чотири роки залишався в Святій землі. В 1251 в Цезареї він прийняв Андре де Лонжюмо, місія якого завершилася безрезультатно. Але Людовік не залишив надії налагодити співпрацю з монголами. 1252 року французький король доручив Рубруку вирушити у південноруські степи в ставку хана Бату. Пам'ятаючи про неуспіх посольства Лонжюмо, Людовик порадив Рубруку приховувати дипломатичний характер поїздки і подорожувати як місіонер.

## Місія до Великого Монгольського хана
Навесні 1252 Рубрук і його супутники вирушили з міста Акко (Акра, Аккон), порту в Північній Палестині (на північ від мису Кармель), в Константинопіль, де затрималися до весни наступного року. 7 травня 1253 року, отримавши рекомендаційні листи від імператора Балдуїна II, вони виїхали з Константинополя. Перейшовши через Чорне море і висадившись в порту Салдайя (Судак) на південному березі Криму, ченці купили запряжену чотирма волами криту повозку і рушили до гирла Волги, де була ставка Батия. Досягши меж Азовського моря, мандрівники попрямували на схід.
Після двомісячної подорожі Рубрук прибув до табору хана Сартака, розташованого на березі Волги. Рубрук і його супутники просили доповісти Сартаку про їхній приїзд, і той погодився прийняти чужинців. Одягнувшись в церковні шати, розклавши на подушці Біблію, псалтир, требник, розп'яття і кадило, зі співом молитов вони ввійшли в намет Сартака. Сартак із цікавістю розглядав ченців і їх вбрання, але в переговори з ними не вступив, запропонувавши їм вирушити до його батька, хана Батия. Однак і Батий не захотів вступити в переговори з посланцями французького короля, а відіслав їх до великого хана Мунке, в Каракорум.
8 серпня Рубрук перетнув Етилен (Ітіль, тобто Волгу), третю з чотирьох великих річок, які він називає у своєму описі. Продовжуючи шлях спочатку вниз по Волзі а потім на схід вони за 12 днів досягають землі башкирів та річки Яяк (Урал). Продовжуючи дорогу приблизно на схід протягом 34 днів, він прибув в басейн річки Сирдар'ї, звідки повернув на південний схід. Протягом семи днів Рубрук їхав гірською дорогою вздовж північно-західних відрогів Алатау.
8 листопада він досяг долини річки Талас та міста Кенчат, а наступного дня іншого поселення, ближче до гір. Ось що пише про це Рубрук:
| Ліві лапки | Я запитав про гори і дізнався, що це було продовження Кавказьких гір, які простягаються по обидва боки Каспійського моря, із заходу на схід. Тут також я дізнався, що ми вже проїхали вищезазначене море, у яке впадає Етилен. | Праві лапки |

Слідом за цим Рубрук і його супутники перейшли гори і пішли прекрасною рівниною, маючи праворуч високі гори, а по ліву море чи озеро; щоб об'їхати його навколо, потрібно 15 днів. Це було озеро Балхаш. Далі Рубрук поїхав повз озеро Алаколь і через Монголію до двору великого хана, куди й прибув 26 грудня. Звідси після деякої затримки Рубрук переїхав разом зі всім двором у столицю Каракорум.

### Каракорум
Це місто, за словами Рубрука, було обнесене земляними стінами, з воротами на кожній з чотирьох сторін. Палац великого хана Мунке, дві мусульманські мечеті і один християнський храм складали головні будівлі міста. Великого хана в цей час не було в столиці, і тому Рубрук разом зі своїми супутниками повинен був вирушити в його резиденцію, що розташовувалася з іншого боку гір, в північній частині країни. Наступного дня відбулася церемонія їх подання до двору хана.

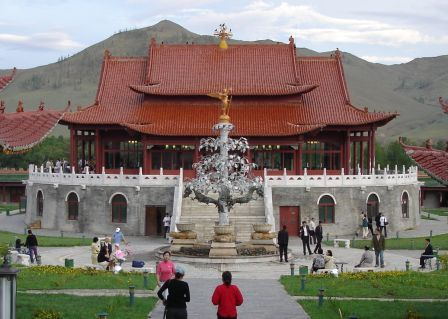
Сучасна реконструкція знаменитого Срібного дерева майстра Гійома

Слідуючи правилу францисканських монахів, вони йшли босі, причому відморозили собі пальці на ногах, тому що був сильний мороз. Коли татари ввели ченців до Мунке, вони побачили перед собою кирпату людину середнього зросту, що лежить на великому дивані; на ньому був хутряний одяг, блискучий, як шкіра тюленя. Навколо Мунке-хана сиділи на палях соколи і інші птахи. Послам французького короля були запропоновані різні напої: арак, кумис та мед. Але посли утрималися від пиття; сам же хан незабаром охмілів, і аудієнція мала припинитися. Рубрук провів кілька тижнів при дворі Мунке-хана, де зустрів багато німецьких і французьких полонених, яких змушували виготовляти зброю, домашнє начиння.
Після декількох аудієнцій у великого хана Рубрук одержав дозвіл повернутися в Каракорум і там перечекати зиму. Під час свого перебування в Каракорумі Рубрук зібрав цікаві відомості про китайців, про їхні традиції і звичаї. Монгольська столиця, за винятком двору великого хана, не справила на нього враження. Вразило ченця інше — наявність, крім язичницьких, буддійських храмів, двох мечетей і однієї християнської (несторіанської) церкви — доказ незрозумілої для середньовічних католиків віротерпимості монголів. Мунке передав послу лист французькому королю. Він називав себе в цьому листі владикою світу і вимагав від французів присяги на вірність, якщо вони хочуть жити з ним у мирі.
Супутник Рубрука, чернець-італієць Бартоломео з Кремони, залишився при місцевій християнській церкві. Рубрук же 6 червня 1254 року покинув монгольську столицю і поїхав назад тим самим шляхом, але, досягнувши міста Астрахані, розташованого поблизу гирла Волги, цього разу подався на південь і через Дербент, Нахічевань, Ерзерум і Малу Азію досяг порту Акка на березі Середземного моря.
16 червня 1255 року Рубрук прибув до Фамагусти на Кіпрі, а в серпні повернувся до свого монастиря.

## «Подорож у східні країни»
Місія в Каракорум принесла важливі географічні відомості. Про Каспійське море Рубрук писав[джерело?]:
| Ліві лапки | Брат Андрій [Лонжюмо] особисто обігнув дві сторони його, саме південну і східну, я ж інші два, саме північну [і] ... західну. | Праві лапки |

Надзвичайно важливою є інформація Рубрука про географічне розташування Русі і її кордонів:
 На північ від цієї області (Перекопу) лежить Русь, що має всюди ліси; вона тягнеться від Польщі та Угорщини до Танаїду (Дону). 
 І далі в тексті: 
… досягли великої річки Танаїду… Ця річка слугує східним кордоном Русі. 
Розповідь Рубрука про бачені ним країни містила також туманні вказівки на існування і інших народностей, крім бачених ним. Так, описуючи людей, які жили за межами юрисдикції ханського двору, Рубрук говорить, що "далі знаходиться велика Катайя (Китай), жителі якої, як я вважаю, в давнину називалися серамі (seres), бо від них прибувають найкращі шовкові тканини, звані по латині serici ". Рубрук був першою людиною, вголос висловили припущення, що Катайя (Китай) і Серес були двома частинами одного цілого.
Рубрук перший в європейській літературі вказав на одну з основних рис рельєфу Центральної Азії — наявність Центрально-азійського нагір'я. Цей висновок зроблений з спостережень над напрямком течії азійських річок, що зустрічалися на шляху.
Рубрук описав також, в загальних рисах, за даними розпросів, низку країн Центральної і Східної Азії. Він зазначив, що Катай (Північний Китай) прилягає на сході до океану. Він зібрав відомості (мізерні і часом неточні) про маньчжурів корейців і деяких народності Північної Азії.
Рубрук повідомляє цікаві подробиці про велику торгівлю сіллю з низин Дону:
 На півночі цієї області знаходиться багато великих озер, на берегах яких є соляні джерела, тільки-но їхня вода потрапляє в озеро, утворюється сіль, тверда, як лід; з цих солончаків Батий і Сартак отримують великі доходи, оскільки з усієї Русі їздять туди за сіллю, і з усяких навантажених возів дають два шматки бавовняного паперу… Морем також приходить за цією сіллю багато човнів, які платять мито за свої вантажі. 

## Підсумок подорожі
У дипломатичному відношенні подорож Рубрука не принесла французькому королю ніякої користі, оскільки як основу для співробітництва великий хан вимагав його формального підпорядкування. Хан Хулагу, брат Мунке, незалежно від західного християнського світу очолив похід на Близький Схід (Хрестовий похід хана Хулагу). Однак ця подорож набагато розширила знання про Центральну Азію, про яку Рубрук залишив чудове повідомлення. Складений латинською мовою твір було вперше опубліковано в 1589. Працю Рубрука високо оцінили сучасники та нащадки. Відомий німецький географ кінця XIX століття Оскар Пешель назвав його «найбільшим географічним шедевром Середньовіччя». Рубрук повідомив цікаві відомості про Китай, киргизів (Хакасія), урянхайців (тувинців) та інші народи.

## Перебіг подорожі
1253
- 7 травня — початок подорожі в Константинополі
- 21 травня — Висадка в Крим у Судаці,
- 5 червня — прибуття в табір Скартатая
- 8 червня — від'їзд від Скартатая
- 12 червня — перехід Перекопу
- 20 липня — перехід через річку Дон
- 31 липня — зустріч табору Сартака
- 1 серпня — аудієнція в Сартака
- 5 серпня — дальша подорож
- 8 серпня — прибуття в табір Батия
- 16 вересня — подальша подорож
- 28 вересня — перехід через річку Урал
- 27 грудня — прибуття в табір великого хана Мунке

1254
- 4 січня — перша аудієнція в Мунке
- 5 квітня — прибуття в Каракорум
- 31 травня — розмова з Мунке про зворотну подорож
- 9 липня — від'їзд з Каракорума
- 16 вересня — прибуття в табір Батия
- 16 жовтня — відбуття з табору Батия
- 10 листопада — в горах Кавказу
- 23 листопада — біля Араксу

1255
- 2 лютого — у місті Ані
- 14 лютого — кордон Османської імперії
- 21 лютого — у джерел Араксу
- 4 квітня — Цезарея в Каппадокії
- 17 червня — на Кіпрі
- 29 червня — в Антиохії
- 15 серпня — в Триполі

## У мистецтві
- Рубруку присвячена поема Миколи Заболоцького «Рубрук в Монголії».